# Людвіковиці-Клодзькі
Людвіковиці-Клодзькі (пол. Ludwikowice Kłodzkie, нім. Ludwigsdorf) — село в Польщі, у гміні Нова Руда Клодзького повіту Нижньосілезького воєводства.
Населення — 2224 особи (2011).
У 1975-1998 роках село належало до Валбжиського воєводства.

## Демографія
Демографічна структура станом на 31 березня 2011 року:
|          | Загалом | Допрацездатний вік | Працездатний вік | Постпрацездатний вік |
| -------- | ------- | ------------------ | ---------------- | -------------------- |
| Чоловіки | 1091    | 223                | 751              | 117                  |
| Жінки    | 1133    | 216                | 644              | 273                  |
| Разом    | 2224    | 439                | 1395             | 390                  |